# Station Familleureux
Station Familleureux is een spoorwegstation langs spoorlijn 117 (Luttre - 's-Gravenbrakel) in Familleureux, een deelgemeente van de gemeente Seneffe. Het is nu een stopplaats.

## Treindienst
| Serie       | Treinsoort          | Route | Bijzonderheden                                       |
| ----------- | ------------------- | --- | ---------------------------------------------------- |
| L 4350A     | L-trein (NMBS)      | La Louvière-Zuid – Familleureux – Écaussinnes – 's-Gravenbrakel                                                                                             | Rijdt op werkdagen tussen 's-Gravenbrakel en Manage. |
| P 7770/8770 | Piekuurtrein (NMBS) | [ Manage – [ Luttre ] / [ Bergen – Quévy ] / [ Familleureux – 's-Gravenbrakel ] ] / [ La Louvière-Zuid – [ Bergen ] / [ Luttre ] / [ Charleroi-Centraal ] ] | Rijdt alleen op werkdagen.                           |

## Reizigerstellingen
De grafiek en tabel geven het gemiddeld aantal instappende reizigers weer op een week-, zater- en zondag.
| Tabel: aantal instappende reizigers station Familleureux | Tabel: aantal instappende reizigers station Familleureux | Tabel: aantal instappende reizigers station Familleureux | Tabel: aantal instappende reizigers station Familleureux |
|                                                          | Weekdag                                                  | Zaterdag                                                 | Zondag                                                   |
| -------------------------------------------------------- | -------------------------------------------------------- | -------------------------------------------------------- | -------------------------------------------------------- |
| 1977                                                     | 221                                                      | 29                                                       | 31                                                       |
| 1978                                                     | 192                                                      | 18                                                       | 26                                                       |
| 1979                                                     | 173                                                      | 22                                                       | 19                                                       |
| 1980                                                     | 138                                                      | 16                                                       | 20                                                       |
| 1981                                                     | 177                                                      | 26                                                       | 22                                                       |
| 1982                                                     | 152                                                      | 14                                                       | 23                                                       |
| 1983                                                     | 149                                                      | 21                                                       | 26                                                       |
| 1984                                                     | 171                                                      | 17                                                       | 26                                                       |
| 1985                                                     | 105                                                      | 17                                                       | 11                                                       |
| 1986                                                     | 118                                                      | 15                                                       | 17                                                       |
| 1987                                                     | 119                                                      | 19                                                       | 22                                                       |
| 1988                                                     | 101                                                      | 21                                                       | 16                                                       |
| 1989                                                     | 95                                                       | 16                                                       | 20                                                       |
| 1990                                                     | 96                                                       | 22                                                       | 17                                                       |
| 1991                                                     | 122                                                      | 11                                                       | 10                                                       |
| 1992                                                     | 105                                                      | 16                                                       | 14                                                       |
| 1993                                                     | 85                                                       | -                                                        | -                                                        |
| 1994                                                     | 86                                                       | -                                                        | -                                                        |
| 1995                                                     | 55                                                       | -                                                        | -                                                        |
| 1996                                                     | 69                                                       | -                                                        | -                                                        |
| 1997                                                     | 113                                                      | -                                                        | -                                                        |
| 1998                                                     | 55                                                       | -                                                        | -                                                        |
| 1999                                                     | 59                                                       | -                                                        | -                                                        |
| 2000                                                     | 67                                                       | -                                                        | -                                                        |
| 2001                                                     | 54                                                       | -                                                        | -                                                        |
| 2002                                                     | 55                                                       | -                                                        | -                                                        |
| 2003                                                     | 70                                                       | -                                                        | -                                                        |
| 2004                                                     | 49                                                       | -                                                        | -                                                        |
| 2005                                                     | 66                                                       | -                                                        | -                                                        |
| 2006                                                     | 79                                                       | -                                                        | -                                                        |
| 2007                                                     | 71                                                       | -                                                        | -                                                        |
| 2008                                                     | -                                                        | -                                                        | -                                                        |
| 2009                                                     | 74                                                       | -                                                        | -                                                        |
| 2010                                                     | -                                                        | -                                                        | -                                                        |
| 2011                                                     | -                                                        | -                                                        | -                                                        |
| 2012                                                     | 70                                                       | -                                                        | -                                                        |
| 2013                                                     | 81                                                       | -                                                        | -                                                        |
| 2014                                                     | 83                                                       | -                                                        | -                                                        |
| 2015                                                     | 79                                                       | -                                                        | -                                                        |
| 2016                                                     | 123                                                      | -                                                        | -                                                        |
| 2017                                                     | 89                                                       | -                                                        | -                                                        |
| 2018                                                     | 64                                                       | -                                                        | -                                                        |
| 2019                                                     | 67                                                       | -                                                        | -                                                        |
| 2020                                                     | 47                                                       | -                                                        | -                                                        |
| 2021                                                     | -                                                        | -                                                        | -                                                        |
| 2022                                                     | 106                                                      | -                                                        | -                                                        |
| 2023                                                     | 100                                                      | -                                                        | -                                                        |
| 2024                                                     | 114                                                      | -                                                        | -                                                        |

0,0: 's-Gravenbrakel ·
5,9: Écaussinnes ·
8,5: Marche-lez-Écaussinnes ·
12,0: Familleureux ·
14,2: Manage ·
18,6: Godarville ·
21,5: Gouy-lez-Piéton ·
24,6: Pont-à-Celles ·
26,9: Luttre